# سیارک ۳۱۲۰۳
سیارک ۳۱۲۰۳ (به انگلیسی: 31203 Hersman، نامگذاری:1998AO9) سی و یک هزار و دویست و سومین سیارک کشف شده‌است که در ۶ ژانویه ۱۹۹۸ کشف شد.